# Rém
Rém este un sat în districtul Jánoshalma, județul Bács-Kiskun, Ungaria, având o populație de 1.342 de locuitori (2011). 

## Demografie
Componența etnică a satului Rém
     Maghiari (96,25%)
     Germani (1,33%)
     Romi (1,25%)
     Necunoscut (0,47%)
     Alții (0,7%)
Componența confesională a satului Rém
     Fără religie (14,23%)
     Reformați (3,8%)
     Necunoscută (81,45%)
     Alte religii (1,12%)
Conform recensământului din 2011, satul Rém avea 1.342 de locuitori. Din punct de vedere etnic, majoritatea locuitorilor (96,25%) erau maghiari, existând și minorități de germani (1,33%) și romi (1,25%). Apartenența etnică nu este cunoscută în cazul a 0,47% din locuitori. Nu există o religie majoritară, locuitorii fiind persoane fără religie (14,23%) și reformați (3,8%). Pentru 81,45% din locuitori nu este cunoscută apartenența confesională.